# Turbinicarpus pseudopectinatus
Turbinicarpus pseudopectinatus är en kaktusväxtart som först beskrevs av Curt Backeberg, och fick sitt nu gällande namn av Charles Edward Glass och R.A. Foster. Turbinicarpus pseudopectinatus ingår i släktet Turbinicarpus och familjen kaktusväxter. Inga underarter finns listade i Catalogue of Life.

## Bildgalleri

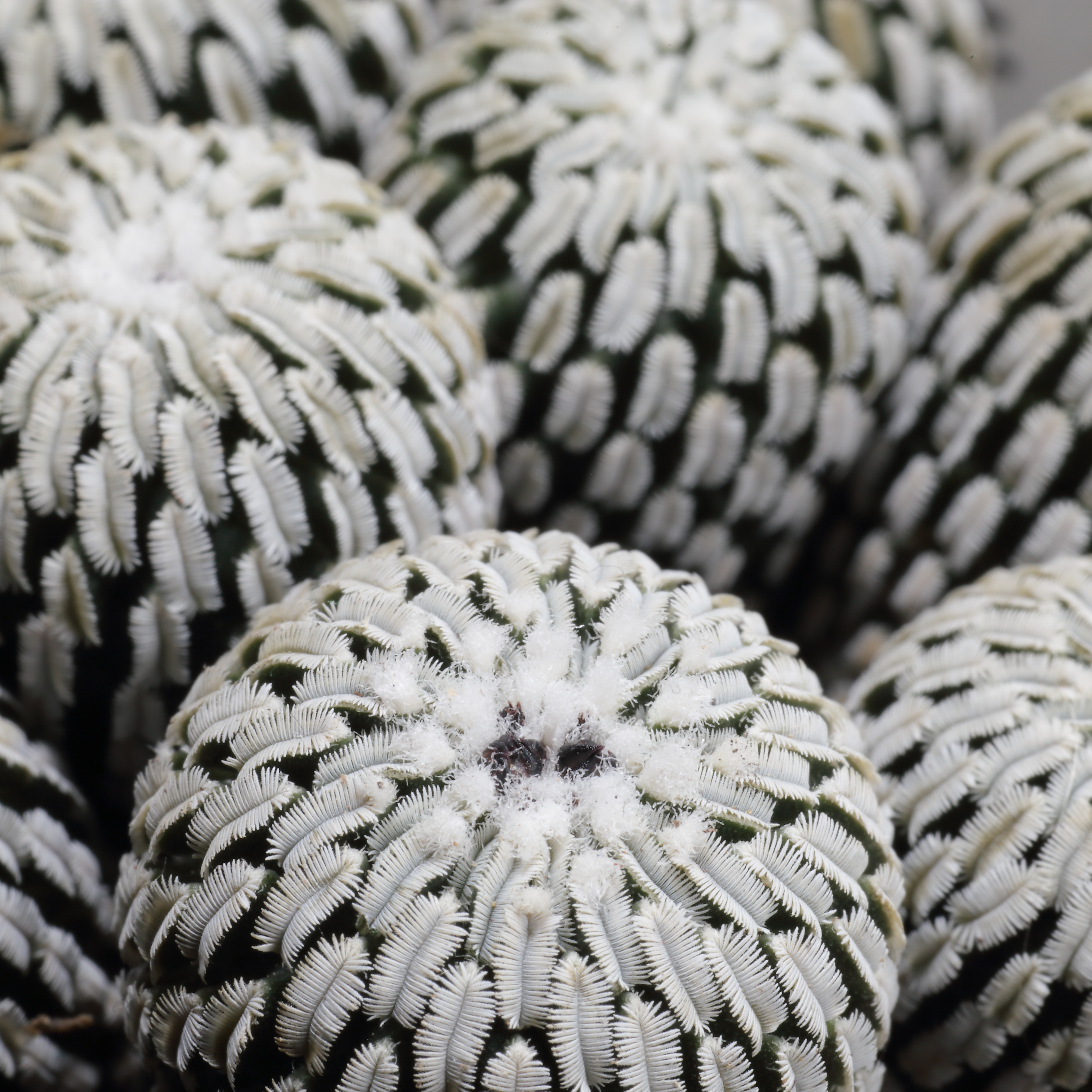